# Дријенкур
Дријенкур (фр. Driencourt) насеље је и општина у североисточној Француској у региону Пикардија, у департману Сома која припада префектури Перон.
По подацима из 2011. године у општини је живело 94 становника, а густина насељености је износила 18,8 становника/km². Општина се простире на површини од 5 km². Налази се на средњој надморској висини од 40 метара (максималној 139 m, а минималној 65 m).

## Демографија
| 1962. | 1968. | 1975. | 1982. | 1990. | 1999. | 2011. |
| ----- | ----- | ----- | ----- | ----- | ----- | ----- |
| 111   | 119   | 97    | 88    | 78    | 85    | 94    |

График промене броја становника у току последњих година